# Louis Linÿer
Louis Linÿer est un avocat et un homme politique français né le 1er décembre 1878 et mort le 1er avril 1962 à Nantes, en Loire-Inférieure.

## Biographie
Nantais issu d'une famille vendéenne, Louis Linÿer est le fils de l'avocat nantais Louis Linÿer (1845-1917), bâtonnier et adjoint au maire de Nantes, maire d'Héric, président de la Société de géographie de Nantes et de la Société académique de Nantes et de Loire-Atlantique, et de Lucie Allonneau. Marié à Louise du Bochet de La Porte, fille de Louis Dubochet, il est le beau-père d'Alfred Mosneron-Dupin (petit-fils de Victor Cossé et père de l'amiral Michel Mosneron-Dupin (de)).
Après avoir effectué ses études de droit, il obtient son doctorat à la faculté de droit de Paris et s'inscrit comme avocat au barreau de Nantes, dont il sera par la suite bâtonnier (élu en 1929 et réélu en 1931) et membre du Conseil de l'ordre. Parallèlement, il est professeur de droit à l'École libre de droit et de notariat de Nantes, président de la Société de géographie et responsable mutualiste.
En 1912, il devient maire du Loroux-Bottereau, commune du vignoble nantais, puis conseiller général en 1919, deux mandats qu'il conserve, constamment réélu, jusqu'à la chute de la Troisième République.
Capitaine aviateur pendant la Première Guerre mondiale, son avion est abattu au-dessus de l'Allemagne. Il est capturé et fait prisonnier à Ingolstadt en Bavière. Cité à l'ordre de la 148e brigade d'infanterie le 6 décembre 1915, et à l'ordre de l'Armée en 1916, il reçoit la Croix de guerre.
En 1919, il succède à son père à la présidence de la Société géographique et commerciale de Nantes.
En 1921, il devient président de l'Association pédagogique pour l'instruction, l'éducation et le patronage des sourds-muets et des jeunes aveugles de l'Ouest de la France.
En 1927, il se présente aux élections sénatoriales sous les couleurs conservatrices de la Fédération républicaine. Élu, il siège au groupe de l'Action nationale républicaine et sociale, la droite conservatrice du Sénat, et intervient essentiellement sur les questions financières. Il conserve son mandat jusqu'en 1944.
Louis Linÿer vote, avec le Parlement, le 10 juillet 1940, en faveur de la remise des pleins pouvoirs au maréchal Pétain. Il est nommé membre du Conseil national le 25 janvier 1941. Mais, estimant que le gouvernement de Vichy a abusé du mandat conféré par l'Assemblée nationale, il prendra une part active à la résistance. Il est président de la commission de surveillance de la Caisse des dépôts et consignations de 1943 à 1945.
Il est fait officier de la Légion d'honneur le 2 mars 1954. Retiré en Vendée en sa propriété du Veillon (Saint-Hilaire-de-Talmont), il meurt à Nantes en 1962.

### Sources
- « Louis Linÿer », dans le Dictionnaire des parlementaires français (1889-1940), sous la direction de Jean Jolly, PUF, 1960 [détail de l’édition]
- « Louis Linÿer », La Documentation française, Dictionnaire des parlementaires français (1940-1958), 1988-2005 [détail des éditions]